# Sotajumala
Sotajumala es una banda finlandesa de death metal fundada en Jyväskylä,  Finlandia Central, en 1998.

## Historia
Sotajumala fue fundado por Tomi Otsala y Kosti Orbinski en 1998.  En 2000 se unen a la banda Arttu Romo, Pete Lapio, Jyrki Häkkinen y Harri Lastu, completando así su primera lista de miembros. En septiembre de 2001 la banda grabó su primer demo titulado Sotajumala que finalmente llevó a firmar con Woodcut Records. El guitarrista Pete Lapio dejó la banda poco después, y el cantante Harri Lastu también dejó la banda a finales del verano de 2002, debido a problemas personales y pronto fue sustituido por Teijo Hakkola.
Durante el 2002 la banda entró Watercastle Studio para grabar cuatro nuevas canciones que Woodcut Records había lanzado a principios de 2003 como Panssarikolonna. El baterista Arttu Romo y el guitarrista Jyrki Häkkinen dejan la banda poco después del lanzamiento y el baterista de sesión Timo Häkkinen fue contratado para tocar en el primer álbum de larga duración, que iba a ser grabado en el otoño. El exguitarrista Pete Lapio unió a la banda nuevamente durante el verano.
En 2003, fue lanzado el álbum Death Metal Finland que fue grabado en Sam's Workshop en Jyväskylä, Más cambios de formación que se produjo en agosto, cuando Timo Häkkinen se unió a la banda como miembro definitivo y cantante Teijo Hakkola fue despedido. Mynni Luukkainen se integró como cantante de sesión y la banda fue capaz de seguir tocando en espectáculos. En la primavera de 2005 Sotajumala hizo una gira por Estonia y también hizo un show de tres mini-gira en Finlandia junto con la banda Grave.
En 2005, Dos nuevas canciones fueron grabadas para ser lanzado como un split con Torture Killer. Después de estas sesiones Mynni Luukkainen se une a la banda como miembro definitivo. En agosto, la banda tocó en Jalometalli Metal Music Festival en Oulu.
A finales del 2007 lanzan Teloitus, el álbum entró a la lista de álbumes más populares de Finlandia entrando en la posición º17. Este fue el último álbum de la banda para Woodcut Records.
En diciembre de 2008 la banda fue a grabar para un nuevo material larga duración y anunció que van a tratar de no anticipar antes de completar el álbum. En el caso de Sotajumala esto normalmente no funciona como es evidente por su actuación en Jalometalli Winterfest en febrero de teloneando a Napalm Death, y el tercer álbum de larga duración Kuolemanpalvelus fue lanzado el 26 de mayo de 2010.

## Miembros
| Miembros actuales - Mynni Luukkainen – voz - Tomi Otsala – bajo, coros - Pete Lapio – guitarra - Kosti Orbinski – guitarra - Timo Häkkinen – batéria | Antiguos miembros - Arttu Romo – batería (2000–2002) - Harri Lastu – voz (2000–2002) - Jyrki Häkkinen – guitarra (2000–2002) - Teijo Hakkola – voz (2002–2004) |

## Discografía
| Fecha | Nombre                                             | Formato          | Sello discográfico |
| ----- | -------------------------------------------------- | ---------------- | ------------------ |
| 2001  | Sotajumala                                         | Demo             | Auto-producido     |
| 2003  | Panssarikolonna                                    | EP               | Woodcut Records    |
| 2004  | Death Metal Finland                                | Álbum de estudio | Woodcut Records    |
| 2005  | Sotajumala - Torture Killer                        | Split            | Woodcut Records    |
| 2007  | Teloitus                                           | Álbum de estudio | Woodcut Records    |
| 2007  | Sotajumala - Deathchain                            | Split            | Cobra Records      |
| 2010  | Sotajumala - Survivors Zero : Slaughter at Lutakko | DVD              | Cobra Records      |
| 2010  | Kuolemanpalvelus                                   | Álbum de estudio | Cobra Records      |
| 2015  | Raunioissa                                         | Álbum de estudio | Auto-producido     |